# 지방도 제1139호선
지방도 제1139호선(1100도로)은 제주특별자치도 서귀포시 중문동 중문초등학교 교차로와 제주시 오라동 오라오거리를 잇는 제주특별자치도의 지방도이다.
이 도로는 과거에는 국도 제99호선이었으나, 2006년 제주특별자치도 설치 및 국제자유도시 조성을 위한 특별법 제251조 제3항에 의해 2008년 11월 17일 부로 지방도 1139호선으로 격하되었다. 제주시와 서귀포시를 잇는 도로로 한라산 해발 1,100m 고지를 통과하는 도로라 하여 도로명주소는 1100로라고 불리며 또는 5·16도로 다음으로 건설된 한라산을 횡단하는 도로이기 때문에 제2횡단도로라고 불리기도 한다.

## 역사
이 도로의 시초는 일제강점기에 일본군 이 제주도 일대를 전초기지로 삼으면서 건설된 것이다. 당시 제주도에는 약 20만명의 일본군이 제주도에 주둔하게 되었는데 물을 구하기 힘든 제주도 특성상 물이 있는 곳을 중심으로 도로가 건설되었다고 한다. 어승생 수원과 어승생봉을 중심으로 하여 마치 띠를 두르듯이 도로가 처음 건설되었다. 이렇게 건설된 도로는 "하찌마끼(일본어: 鉢巻き)도로" 라고 불렸으며 서쪽 끝은 노루봉 뒤 영실 분기점인 법정악에서부터 시작해 영실, 한밝교, 수악교 상류, 논고악, 성판악, 수장악, 관음사를 거쳐 동쪽 끝이 천왕사까지 이어졌다고 한다.
1968년 대한민국 정부가 폭력배를 대량으로 소탕하면서 이들을 교화시킬 목적으로 각종 공사현장에 노역을 보냈는데, 이 때 약 500명의 인원이 국토건설단이라는 이름으로 배치되어 어승생저수지 북쪽에 천막을 친후 격리 수용되어 도로 건설에 투입되었다. 당시 제주도지사였던 구자춘은 직접 한라산 밀림속을 수십 회 오가며 노선을 정하였다고 한다. 이렇게 시작된 도로 공사는 해발 1,100m까지 이어지는 경사를 완만하게 다지는 등 난공사였기 때문에 착공된지 약 6년만인 1973년에 완공되었다. 당시 개설된 도로는 폭 10m의 2차선 도로였으며, 공사비는 약 6억 4200만원이 소요되었다.
도로 공사가 한창 진행 중이던 1969년 4월 30일에 이 도로는 국도 제99호선으로 지정되었다. 이후 1974년 6월 유료도로로 지정되어 통행료를 징수했으며 1982년 12월 31일까지 받았다. 유료도로로 지정된 기간 동안 오간 차량 수는 약 77만 5240대, 징수된 요금은 2억 4641만 7000원으로 확인되었다.
2008년 11월 17일 제주특별자치도 설치 및 국제자유도시 조성을 위한 특별법 제251조 제3항에 의해 국도 제99호선이 폐지되었으며, 지방도 제1139호선으로 격하되었다.
- 1969년 4월 30일: 국도 제99호선으로 지정
- 1971년 8월 31일: 일반국도노선지정령에 의해 국도 제99호선 제주 ~ 회순선이 됨.[2]
- 1974년 6월 : 유료도로로 지정
- 1981년 3월 14일: 명칭을 '제주 ~ 중문선'으로 변경[3]
- 1982년 12월 31일: 유료도로 폐지
- 1990년 8월 22일: 도로명을 1100도로로 지정[4]
- 2007년 1월 26일: 지방도 제1139호 서귀포 ~ 제주선 (1100도로) 노선 지정[5]
- 2008년 11월 17일: 국도 제99호선 폐지[6]

## 주요 경유지
- 서귀포시
  - 중문동 중문초등학교입구 교차로 - 회수입구 교차로 - 회수사거리 - 탐라대학교(폐교) - 탐라대학교사거리 - 법정사입구 - 거린사슴 - 서귀포자연휴양림 - 영실입구 교차로
  - 예래동 1100고지

- 제주시
  - 애월읍 영실교 - 광령리 - 한라교 - 한밝교
  - 노형동 한밝교 - 어리목입구 교차로 - 어승생삼거리 - 제주시공동묘지 - 노루생이삼거리 - 신비의 도로 - 노형 교차로 - 한라수목원입구사거리 - 제주고등학교 - 넥슨컴퓨터박물관 - 제주일고앞 교차로 - 제주우편집중국 - 이마트 신제주점 - 노형오거리 - 남녕고앞 교차로
  - 연동 남녕고등학교 - 삼무공원입구 교차로 - 신광사거리 - 신제주입구 교차로
  - 오라동 오라오거리

## 중복 구간
- 제주시 노형동 어승생삼거리 ~ 노루생이삼거리 : 지방도 제1117호선과 중복
- 제주시 연동 신광사거리 ~ 오라동 오라오거리 : 지방도 제1132호선과 중복

## 도로명
- 서귀포시 중문동 중문초등학교입구 교차로 ~ 제주시 노형동 노형오거리 : 1100로
- 제주시 노형동 노형오거리 ~ 신제주입구 교차로 : 도령로
- 제주시 노형동 신제주입구 교차로 ~ 오라동 오라오거리 : 서광로

## 신비의 도로
신비의 도로는 제주특별자치도 제주시 노형동 지방도 제1139호선 상에 존재하는 약 100m의 구간으로, 내리막길에서 제동 장치를 해제한 자동차가 착시 현상 때문에 오르막길을 오르는 것처럼 보이는 구간이다. 1981년 한 신혼부부를 태우고 가던 택시가 사진을 찍기위해 잠시 내렸는데 제동장치가 제대로 걸리지 않은 택시가 굴러가는 것이 마치 언덕위로 올라가는 것처럼 보이는 것을 목격하면서 알려지게 되었다. 다른 명칭으로는 도깨비도로, 요술도로라고도 불린다. 실제 위치는 제주특별자치도 제주시 1100로 2894-63 (노형동 289-15번지) 일대이며, 제주시 시가지에서 남쪽으로 약 4km 떨어진 곳에 있다.
이 도로는 실제로는 오르막길로 보이는 쪽이 경사 3도 정도의 내리막길인데, 주변 지형 때문에 내리막길인 것처럼 착시 현상을 일으키는 것으로 밝혀졌다. 이후 이 곳이 제주도의 대표적인 관광 명소 중 하나가 되면서 차량 주차도 많아지게 되어 교통 체증이 우려되자 이 도로 구간 서쪽에 우회하는 도로를 건설하였다.
현재는 이 도로 구간 주변에 깨비 조각상과 함께 주차장, 산책로, 휴게실 등이 조성되어 있다.

## 같이 보기
- 지방도 제1115호선
- 지방도 제1117호선
- 지방도 제1132호선
- 지방도 제1136호선